# Seychelles aux Jeux olympiques d'été de 2012
Les Seychelles participent aux Jeux olympiques d'été de 2012 à Londres au Royaume-Uni du 27 juillet au 12 août 2012. Il s'agit de ses 8e participations à des Jeux d'été.

## Athlétisme
Hommes
| Athlète           | Épreuve    | Séries   | Séries | Quarts de finale | Quarts de finale | Demi-finales | Demi-finales | Finale   | Finale |
| Athlète           | Épreuve    | Résultat | Rang   | Résultat         | Rang             | Résultat     | Rang         | Résultat | Rang   |
| ----------------- | ---------- | -------- | ------ | ---------------- | ---------------- | ------------ | ------------ | -------- | ------ |
| Jean-Yves Esparon | 200 mètres | 21.99    | 52     | -                | -                | -            | -            | -        | -      |

Femmes
| Athlète       | Épreuve         | Qualification | Qualification | Finale   | Finale |
| Athlète       | Épreuve         | Distance      | Rang          | Distance | Rang   |
| ------------- | --------------- | ------------- | ------------- | -------- | ------ |
| Lissa Labiche | Saut en hauteur | 1.85          | 20            | -        | -      |

## Boxe
Les Seychelles ont qualifié un boxeur.
Homme
| Athlète          | Épreuve                   | 16e de finale       | 8e de finale        | Quart de finale     | Demi-finale         | Finale              | Finale |
| Athlète          | Épreuve                   | Adversaire Résultat | Adversaire Résultat | Adversaire Résultat | Adversaire Résultat | Adversaire Résultat | Rang   |
| ---------------- | ------------------------- | ------------------- | ------------------- | ------------------- | ------------------- | ------------------- | ------ |
| Andrique Allisop | Poids légers (- de 60 kg) | J Bhagwan 8-18      | -                   | -                   | -                   | -                   | -      |

## Judo
Les Seychelles ont qualifié un judoka.
| Athlète         | Compétition            | 1/16 de finale            | 1/8 de finale       | Quarts de finale    | Demi-finales        | Repêchage 1         | Repêchage 2         | Finale              | Finale |
| Athlète         | Compétition            | Adversaire Résultat       | Adversaire Résultat | Adversaire Résultat | Adversaire Résultat | Adversaire Résultat | Adversaire Résultat | Adversaire Résultat | Rang   |
| --------------- | ---------------------- | ------------------------- | ------------------- | ------------------- | ------------------- | ------------------- | ------------------- | ------------------- | ------ |
| Dominic Dugasse | Moins de 100 kg hommes | Battu par H Grol0000/1001 | NC                  | NC                  | NC                  | NC                  | NC                  | NC                  | NC     |

## Natation
| Athlète       | Épreuve          | Séries | Séries | Demi-finales | Demi-finales | Finale | Finale |
| Athlète       | Épreuve          | Temps  | Rang   | Temps        | Rang         | Temps  | Rang   |
| ------------- | ---------------- | ------ | ------ | ------------ | ------------ | ------ | ------ |
| Shane Mangroo | 100 m nage libre | 56.46  | 50     | -            | -            | -      | -      |

| Athlète           | Épreuve          | Séries  | Séries | Demi-finales | Demi-finales | Finale | Finale |
| Athlète           | Épreuve          | Temps   | Rang   | Temps        | Rang         | Temps  | Rang   |
| ----------------- | ---------------- | ------- | ------ | ------------ | ------------ | ------ | ------ |
| Aurelie Fanchette | 200 m nage libre | 2:23.49 | 35     | -            | -            | -      | -      |